# Battaglia di Marsiglia (1944)
La battaglia di Marsiglia si svolse tra il 21 e il 28 agosto 1944 nell'ambito della seconda guerra mondiale, e vide le forze degli Alleati liberare la città di Marsiglia dall'occupazione tedesca.

## Presentazione
Il 15 agosto 1944 ha luogo lo sbarco in Provenza. L'occupante tedesco fa saltare le installazioni portuali di Marsiglia, affonda più di 200 navi e distrugge il ponte trasportatore di Marsiglia.
Il 19 agosto, il generale Jean de Lattre de Tassigny riceve dal generale Alexander Patch, comandante della 7ª Armata americana, l'ordine di prendere Tolone e Marsiglia. Vengono formati due gruppi per assalire contemporaneamente i due porti:
- il primo gruppo, agli ordini del generale Edgard de Larminat, comandante del 2º Corpo d'armata, è incaricato di attaccare Tolone con 52000 uomini, principalmente della 1ª Divisione di fanteria di marcia e della 9ª Divisione di fanteria coloniale;
- il secondo gruppo, agli ordini del generale de Joseph de Goislard de Monsabert, ha l'ordine di attaccare Marsiglia con 12000 uomini, essenzialmente della 3ª Divisione di fanteria algerina, dei gruppi di tabors marocchini (GTM) e del CC1 (unità di comando 1) della prima divisione corazzata (1re DB)[1].

Le forze della Resistenza francese (FFI) di Marsiglia, delle quali fa parte il futuro ministro Gaston Defferre, preparano la liberazione della città. Lunedì 21 agosto, danno l'ordine per l'insurrezione, accompagnata da uno sciopero generale. Male armate e poco numerose, tuttavia, si trovano in condizioni critiche fino all'arrivo dei soldati algerini della 3ª divisione del generale de Monsabert e dei goumiers marocchini del generale Augustin Guillaume, appoggiati dal CC1 della prima divisione corazzata, che entrano a Marsiglia il mercoledì 23.
Gli scontri con l'esercito tedesco proseguono per diversi giorni, fino alla capitolazione del generale Hermann Schaefer, il 28 agosto. Il 29, il generale de Lattre de Tassigny assiste alla sfilata dell'Armata d'Africa sulla Canebière.

## Svolgimento delle operazioni
La presa di Marsiglia è di fatto anticipata dalla rapidità di svolgimento delle operazioni su Tolone. Le due battaglie sono del resto molto simili nel loro svolgimento in tre fasi (assalto iniziale, consolidamento dello schieramento, assalto finale).
L'operazione inizia la mattina del 20 agosto 1944 con la cattura dell'incrocio di Camp da parte del 2º reggimento di corazzieri (CC1 de la 1re DB), che apre anche la strada al 7º reggimento di fucilieri algerini (7° RTA), ed ai tre gruppi di tabors marocchini (GTM).
Dopo duri scontri il 21 e 22 agosto, il 2° RC ed il 3º battaglione motorizzato di zuavi, sostenuti dal 2° GTM, prendono il controllo di Aubagne. Il 22 agosto, la città di Peypin è presa d'assalto da una parte del CC1, dal CC2 e dal 1° GTM. Lo stesso giorno, andando oltre gli ordini, il colonnello Chapuis con il 1º reggimento del 7° RTA e uno squadrone del 2° RC entrano a Marsiglia. Il 2º e 3º battaglione 7° RTA sono invece bloccati a nord e a nordest della città.
Nonostante la sollevazione della resistenza e l'ingresso fino al centro città del 7° RTA e del 2° RC, i tedeschi resistono e le loro difese soprattutto in periferia restano intatte. Dopo un tentativo infruttuoso di arrivare ad un armistizio il 23, i combattimenti riprendono il 24. De Lattre fa intervenire il 3º reggimento fucilieri algerini (3° RTA) proveniente da Tolone.
Gli scontri dei giorni successivi sono violenti e sanguinosi soprattutto nella lotta per la collina di Notre-Dame-de-La-Garde il 25 e 26 agosto e intorno alla stazione di Saint-Charles. Ma è a nord, all'incrocio della Gavotte, che la difesa è più accanita, grazie alle strutture in cemento della «Feste» Fouresta.
Il 26, il futuro politico André Diethelm e il generale de Lattre sono a Marsiglia. Nel vedere il suo atteggiamento sdegnoso davanti alle truppe coloniali che gli rendono gli onori, il generale Goislard de Monsabert disse al generale de Lattre de Tassigny: "Sono belli, generale!".
A sud, malgrado qualche intoppo (6° Tabor marocchino del 2° GTM a Saint-Loup), l'avanzata è più agevole per il 2° e 3° GTM. Quest'ultimo, dopo un ultimo combattimento al Forte Napoléon a cap Croisette, controlla il 28 agosto tutto il lungomare sud. Il 2° GTM da parte sua risale verso il centro e viene a rinforzare i fucilieri algerini.
Il 27 agosto la maggior parte della città è liberata e il nemico controlla solo le installazioni portuali e qualche caposaldo a nord. I tedeschi si arrendono il 28 agosto.

## Bilancio
Nel corso degli scontri per la liberazione di Marsiglia i combattenti uccisi o feriti dell'esercito francese e della Resistenza erano, secondo le fonti, tra 1400 e 1800; circa la metà delle perdite fu subita dai goumiers marocchini (150 morti e 540 feriti). Dal lato tedesco, la stima indica circa 3000 morti e 11000 prigionieri.
Il generale de Montsabert scriverà nel suo rapporto: «Undicimila prigionieri, un gran numero di pezzi di artiglieria intatti, riserve di munizioni e viveri, le installazioni portuali salvate dalla distruzione totale sono il bilancio di questa liberazione per la quale si è mescolato il sangue dei cavalieri, dei goumiers, dei fucilieri, dei vecchi artefici della vittoria d'Italia e delle forze della resistenza locale».

## Forze in campo

### Francia
- Gruppi di tabors marocchini (GTM) del generale Guillaume:
  - 1° GTM: colonnello Leblanc
  - 2° GTM: colonnello Boyer de Latour
  - 3° GTM: colonnello Masset du Biest
- numerose unità della 3ª divisione di fanteria algerina (3° DIA) del generale de Monsabert, tra le quali:
  - 3º reggimento fucilieri algerini (3° RTA): colonnello de Linares (2º battaglione)
  - 7º reggimento fucilieri algerini (7° RTA): colonnello Chappuis
  - 7º reggimento cacciatori d'Africa (7° RCA): colonnello Van Hecke
- varie unità della 1ª divisione corazzata (1re DB): del generale Sudre tra le quali:
  - 2º reggimento corazzieri (2° RC): reggimento carri
  - 3º battaglione Zuavi: fanteria motorizzata
- FFI (Forces Francaises de l'interieur), resistenza

In queste unità combattevano:
- Goumiers marocchini: un goum, l'equivalente di una compagnia, conta circa 200 goumiers. In periodo di guerra, i goums sono riuniti in Tabor, equivalente di un battaglione, di tre o quattro goums. Il Gruppo di tabors marocchini (GTM), l'equivalente di un reggimento, è formato da tre tabors. Durante la Seconda Guerra mondiale, ogni GTM schiera circa 3000 uomini di cui un po' più di 200 tra ufficiali e sottufficiali. La percentuale di magrebini è tra il 77 e il 78%
- Fucilieri algerini: durante la Seconda Guerra mondiale, un reggimento contava poco più di 3000 uomini (di cui circa 500 ufficiali e sottufficiali) e 200 veicoli. La percentuale di magrebini arriva al 69% per il reggimento, 74% nel battaglione, 79% tra i fucilieri leggeri, 52% nella compagnia anticarro e 36% nella compagnia di artiglieria[5].
- Cacciatori d'Africa: durante la Seconda Guerra mondiale, un reggimento di Cacciatori d'Africa contava circa 900 uomini, per lo più europei (80%).

### Germania
- 13 000 uomini, di cui 3 900 appartenenti alla Luftwaffe e 2 500 alla Kriegsmarine. La fanteria della 244ª Divisione comandata dal generale Hans Schaefer era composta principalmente da tre reggimenti granatieri (932, 933 e 934 Grenadier-Regiment) e da un reggimento di artiglieria.

## Ricordi
Strade dedicate ai goums o ai tabors marocchini
- Avenue des Goumiers a Marsiglia (13)
- Rue des Goums a Aubagne (13)
- Place des Tabors a Les Pennes-Mirabeau (13)
- Rue des Goumiers a Chatenois (67)
- Rue des Tabors marocchini a Lapoutroie (68)
- Passo « Aux Goums Marocains » negli Alti Vosgi (88)

### Citazioni di battaglia
L'iscrizione Marseille 1944 è stata attribuita alle bandiere del:
- 7º reggimento fucilieri algerini (7° RTA)
- 2º reggimento corazzieri (2° RC)